# Уикс, Эдвин Лорд
Эдвин Лорд Уикс (1849, Бостон — 17 ноября 1903, Париж) — американский художник-ориенталист.

## Биография
Эдвин Лорд Уикс (здесь Лорд — имя собственное) родился в  Бостоне, штат Массачусетс, в 1849 году. Его родители были богатыми торговцами специями и чаем из Ньютона, пригорода Бостона. Будучи обеспеченными людьми, они могли финансировать интерес сына к  путешествиям и живописи. В молодости Недели посетили Флорида-Кис, чтобы рисовать там, а также отправились в Южную Америку, в Суринам. Его самые ранние известные картины датируются 1867 годом (в то время ему было восемнадцать лет), хотя только в «Пейзаже с голубой цаплей», датируемом 1871 годом и написанном во флоридском Эверглейдсе, начали по-настоящему проявляться хорошая техника и способности к композиции.
В 1872 году Уикс переехал в Париж, став там учеником Леона Бонна и Жана-Леона Жерома, «короля ориенталистов». 
После учебы в Париже, Уикс постепенно стал одним из самых известных художников—ориенталистов Америки. На протяжении всей своей взрослой жизни Уикс оставался заядлым путешественником, выезжая в Южную Америку (1869), Египет и Персию (1870), Марокко (между 1872 и 1878, неоднократно) и Индию (1882–83).
Свои работы Уикс почти ежегодно выставлял на Парижском салоне. Он получил Почетную медаль в 1884 году, затем медаль третьего класса в 1889 году, затем золотую медаль на Всемирной выставке 1889 года и, наконец, ордена Почётного Легиона в 1896 году. 
В 1895 году Уикс написал и иллюстрировал книгу о своих путешествиях: «От Черного моря через Персию и Индию», а в 1897 году опубликовал книгу «Эпизоды Альпинизма» (англ. Episodes of Mountaineering). 
В ноябре 1903 года Уикс скончался в Париже. Кроме ордена Почётного Легиона, Уикс был офицером ордена Святого Михаила (Бавария), а также членом мюнхенского Сецессиона (художественного общества).

## Галерея

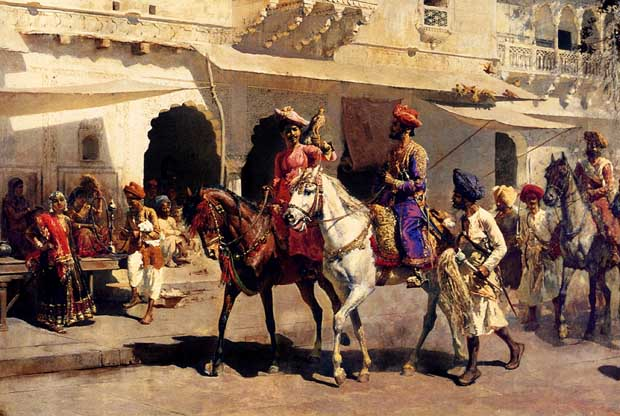
Маратха, раджа Гвалиора, отправляющийся на охоту из форта Гвалиор.
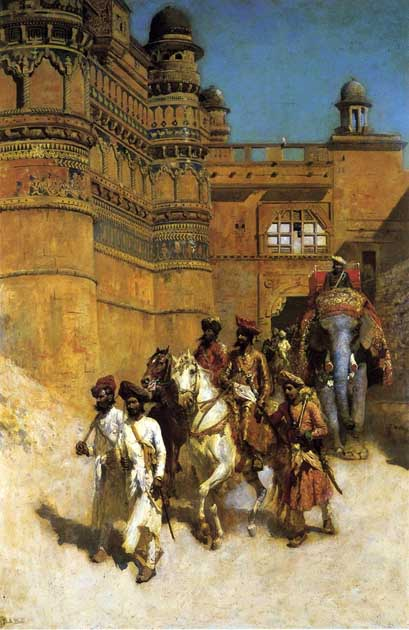
Маратха перед своим дворцом.
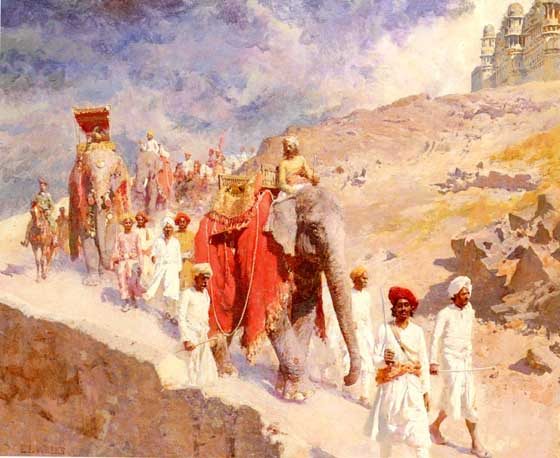
Маратха на охоте.
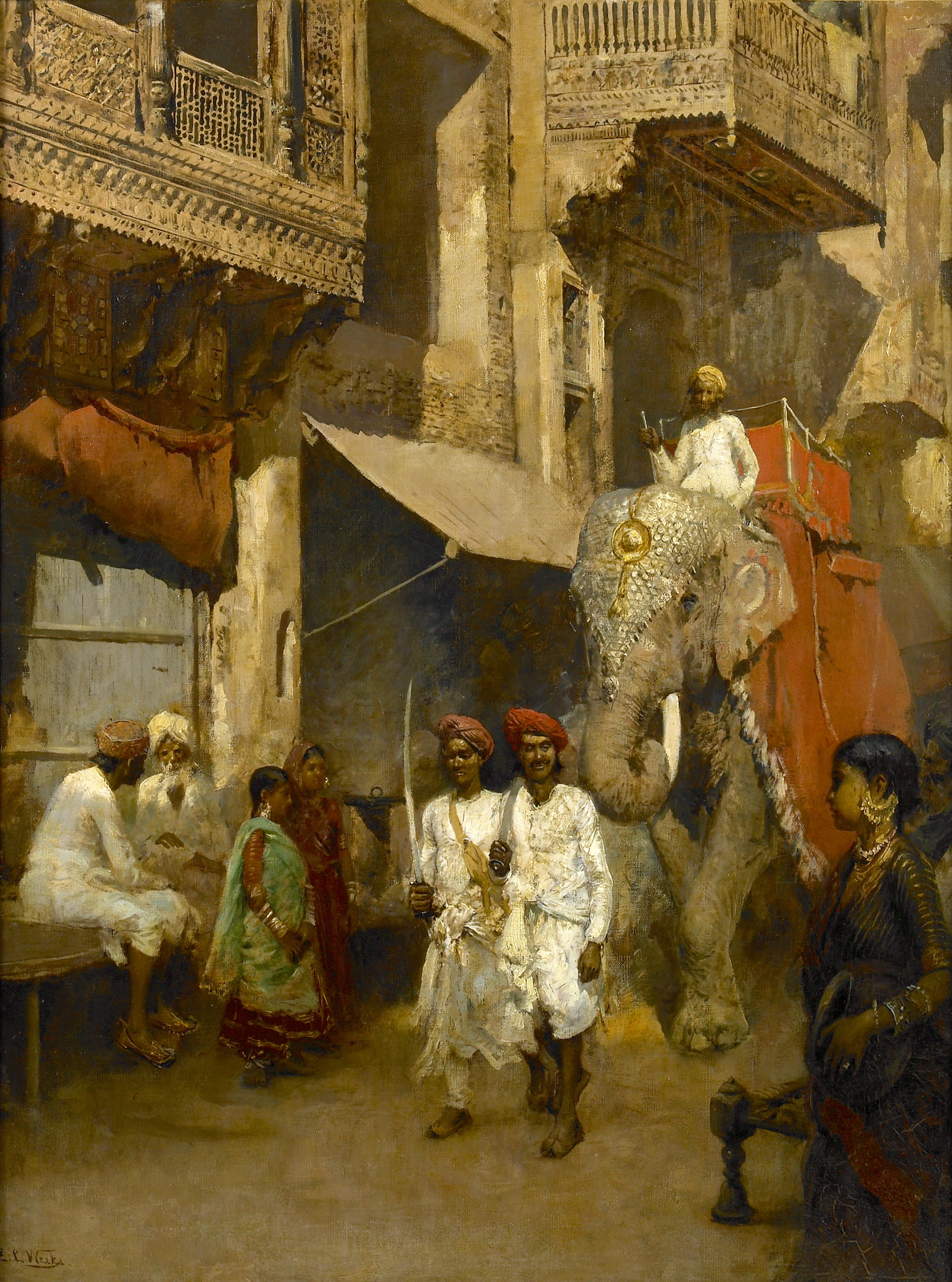
Маратха едет по улице на слоне.
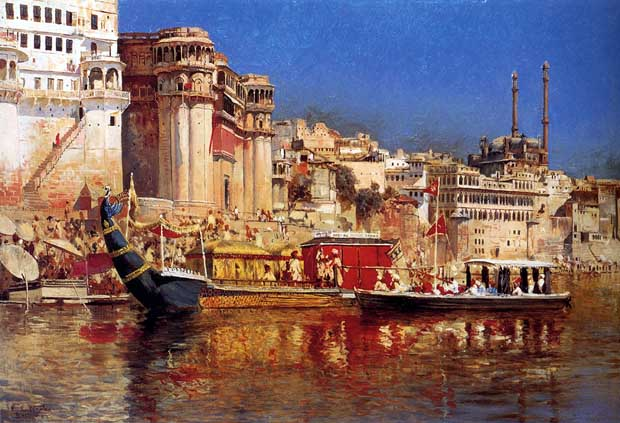
Барка раджи Бенареса.
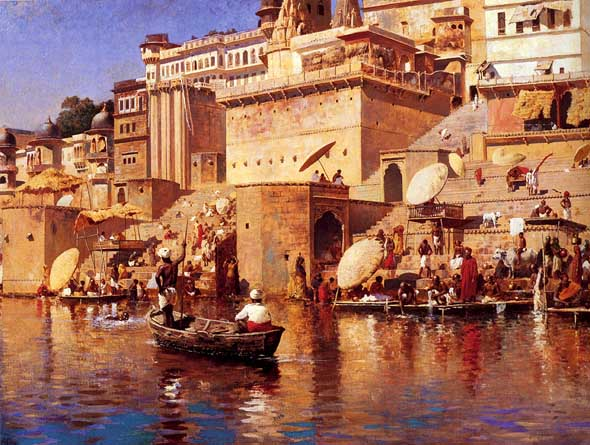
На реке. Бенарес.
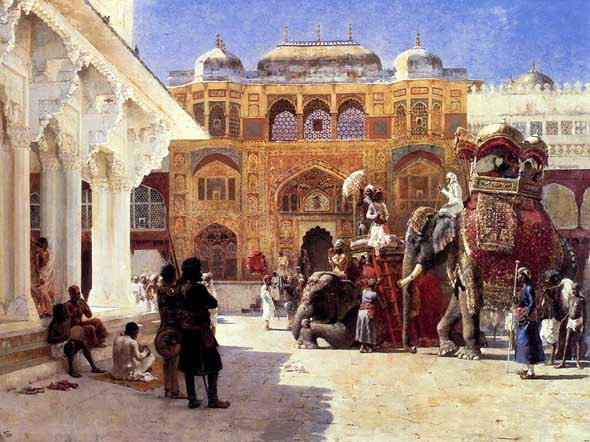
Махараджа в форте Амбер.
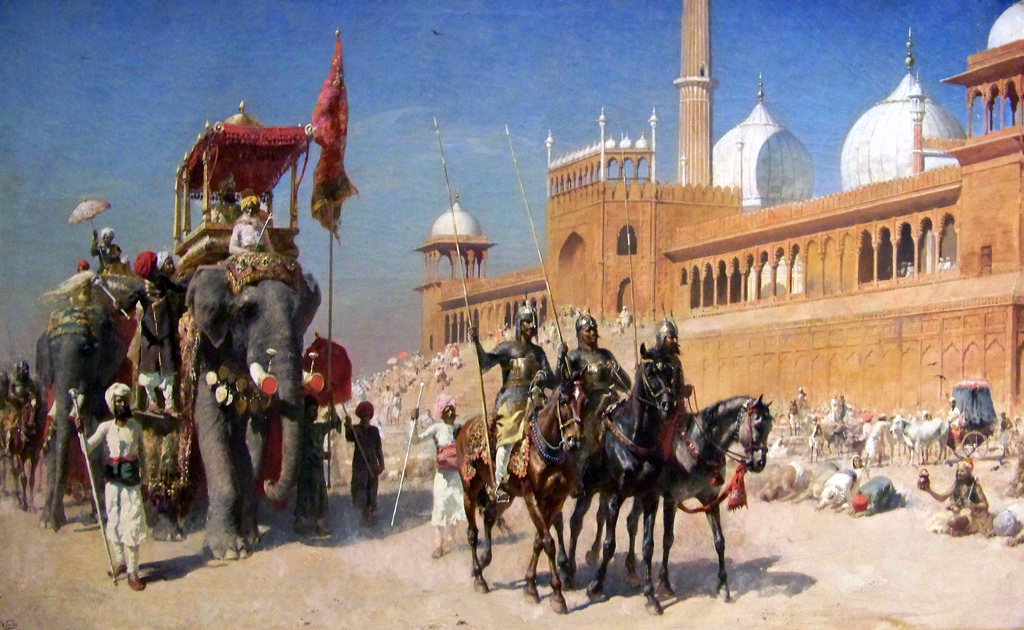
Великий Могол и его двор возвращаются из великой мечети в Дели.
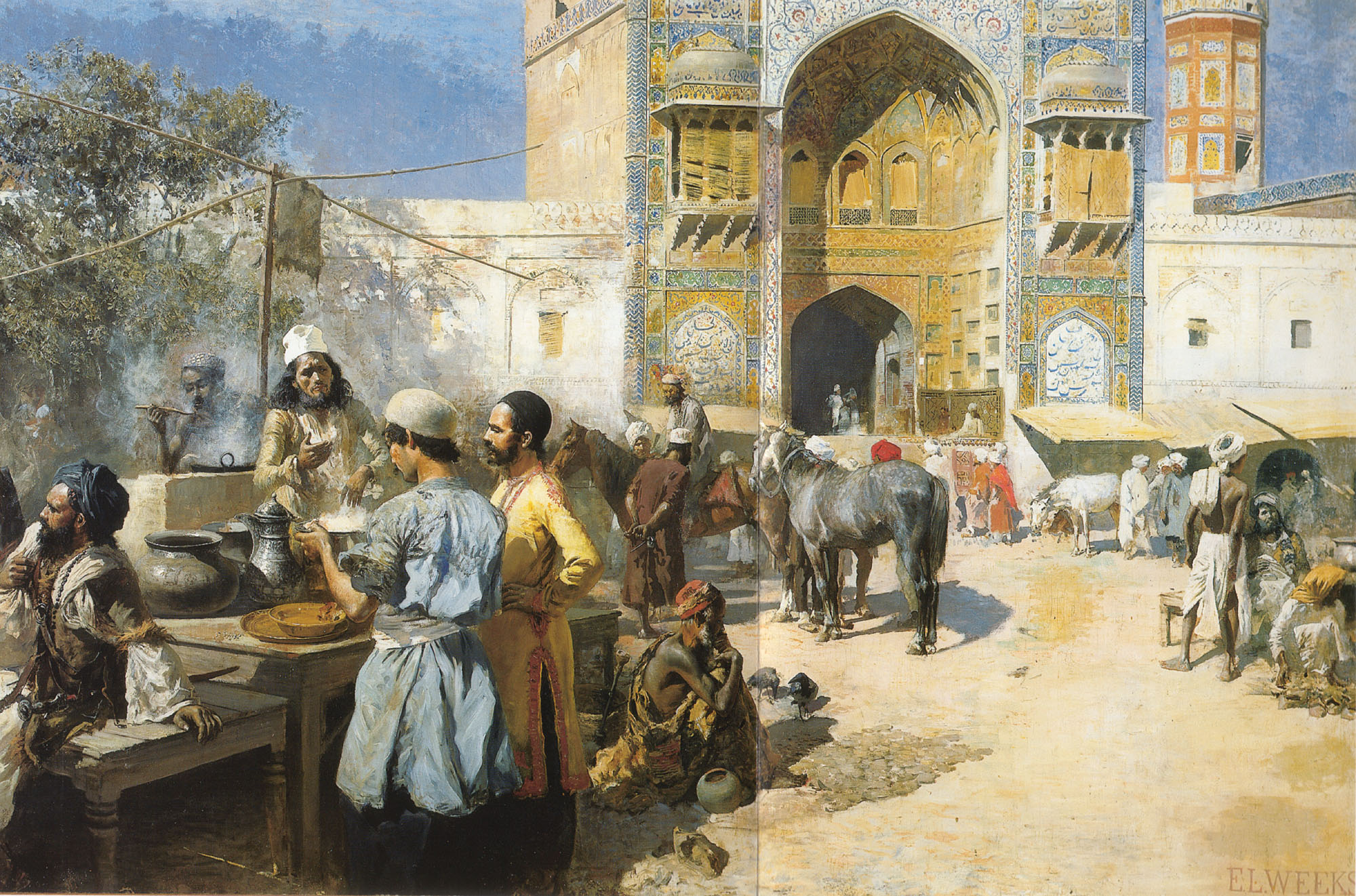
Рынок возле мечети Вазир Хана в Лахоре.
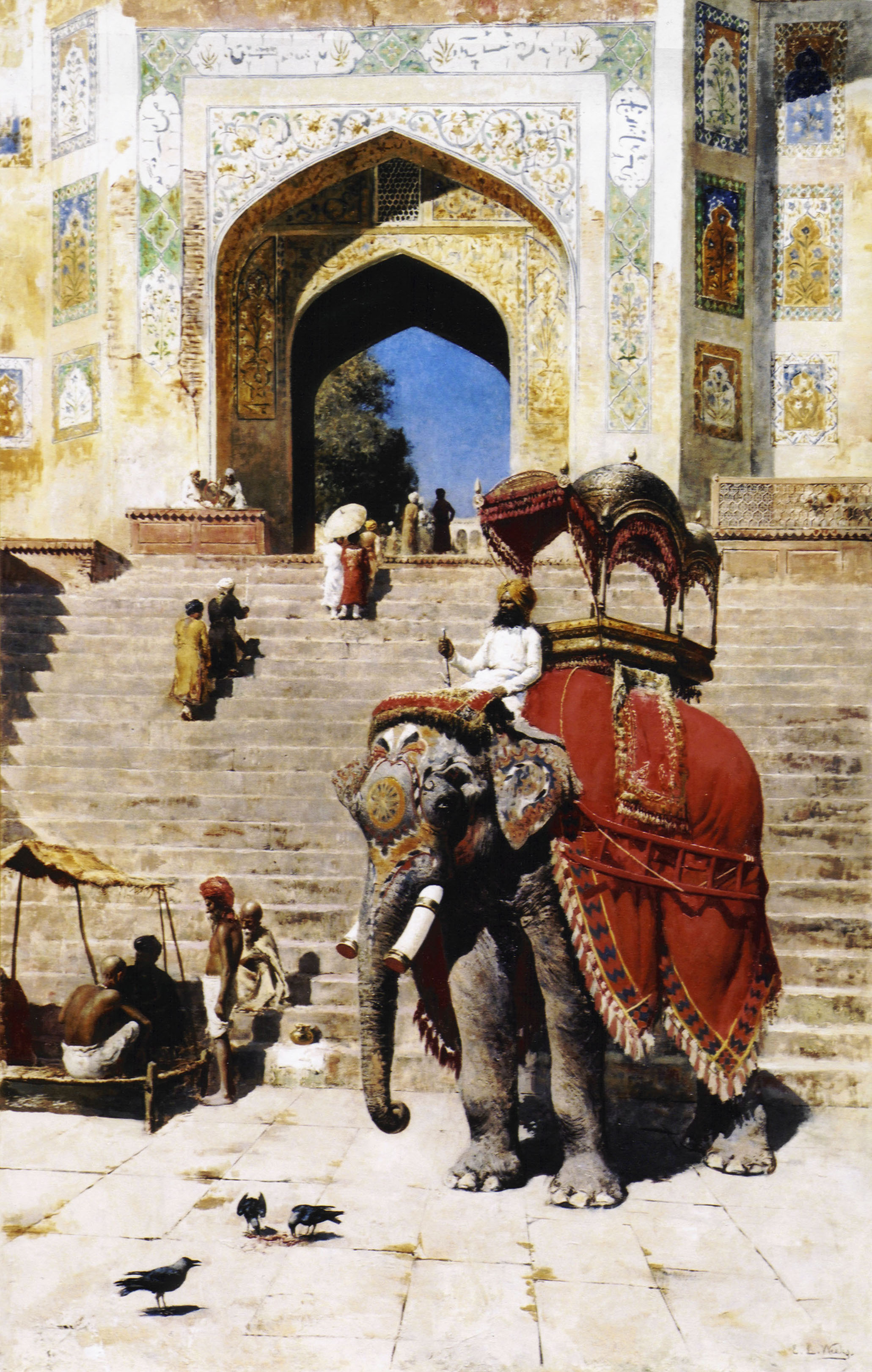
Слон раджи Матхура.
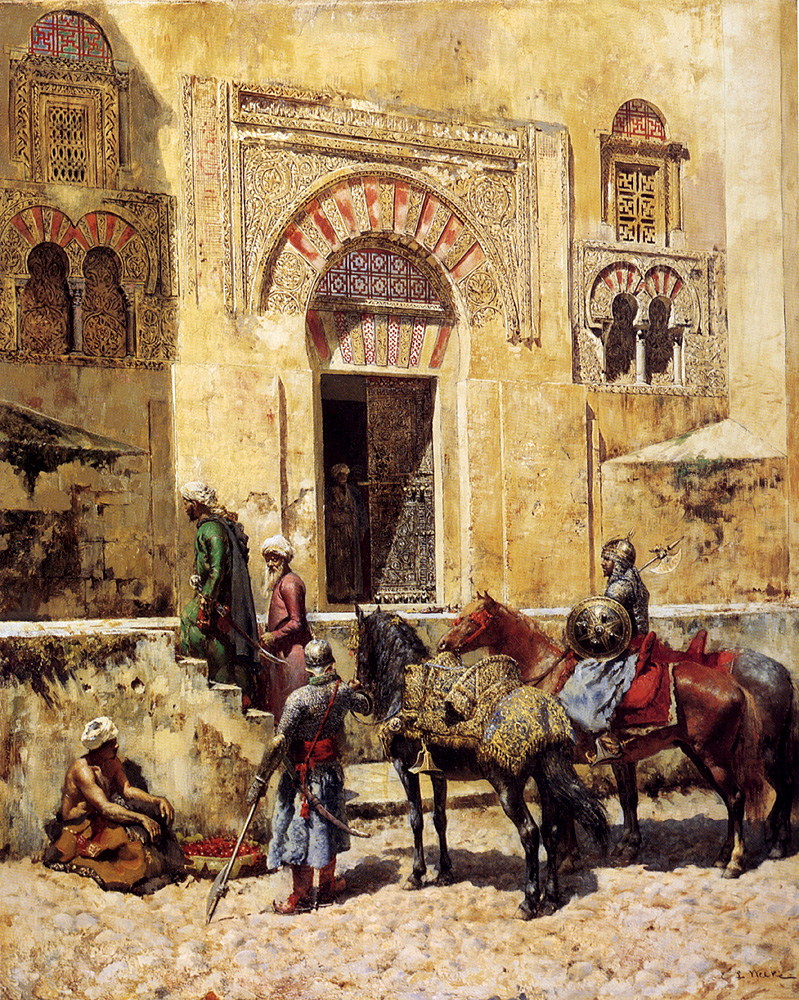
Вход в мечеть.
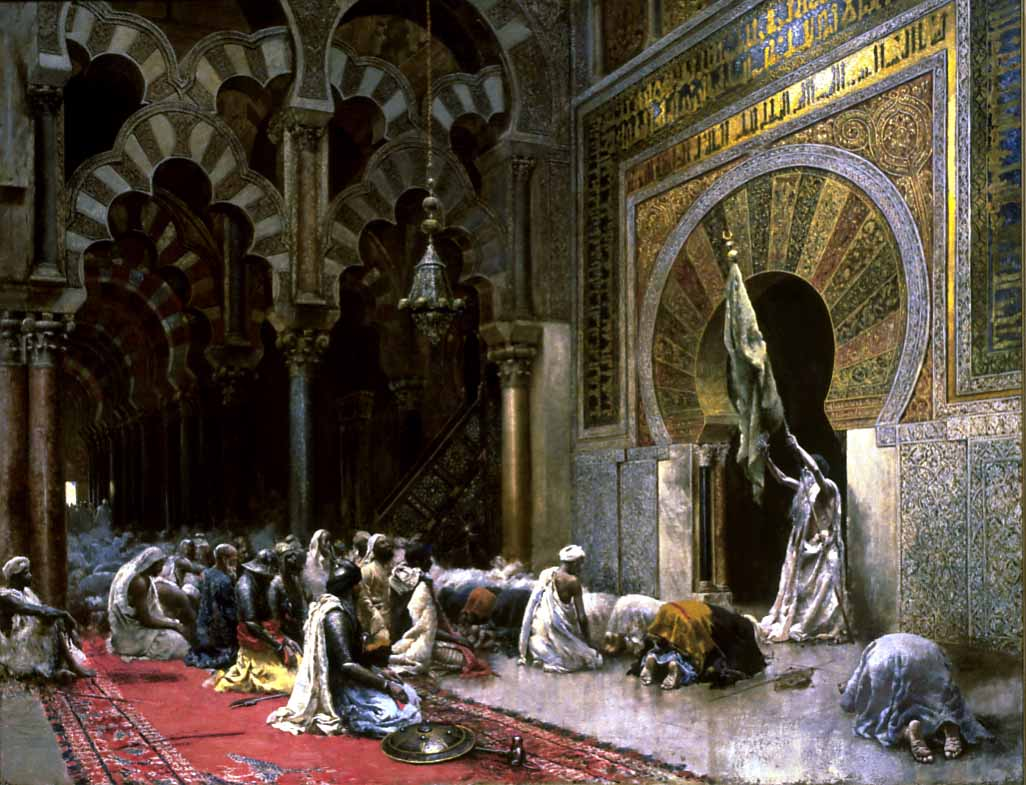
Интерьер мечети в Кордове.
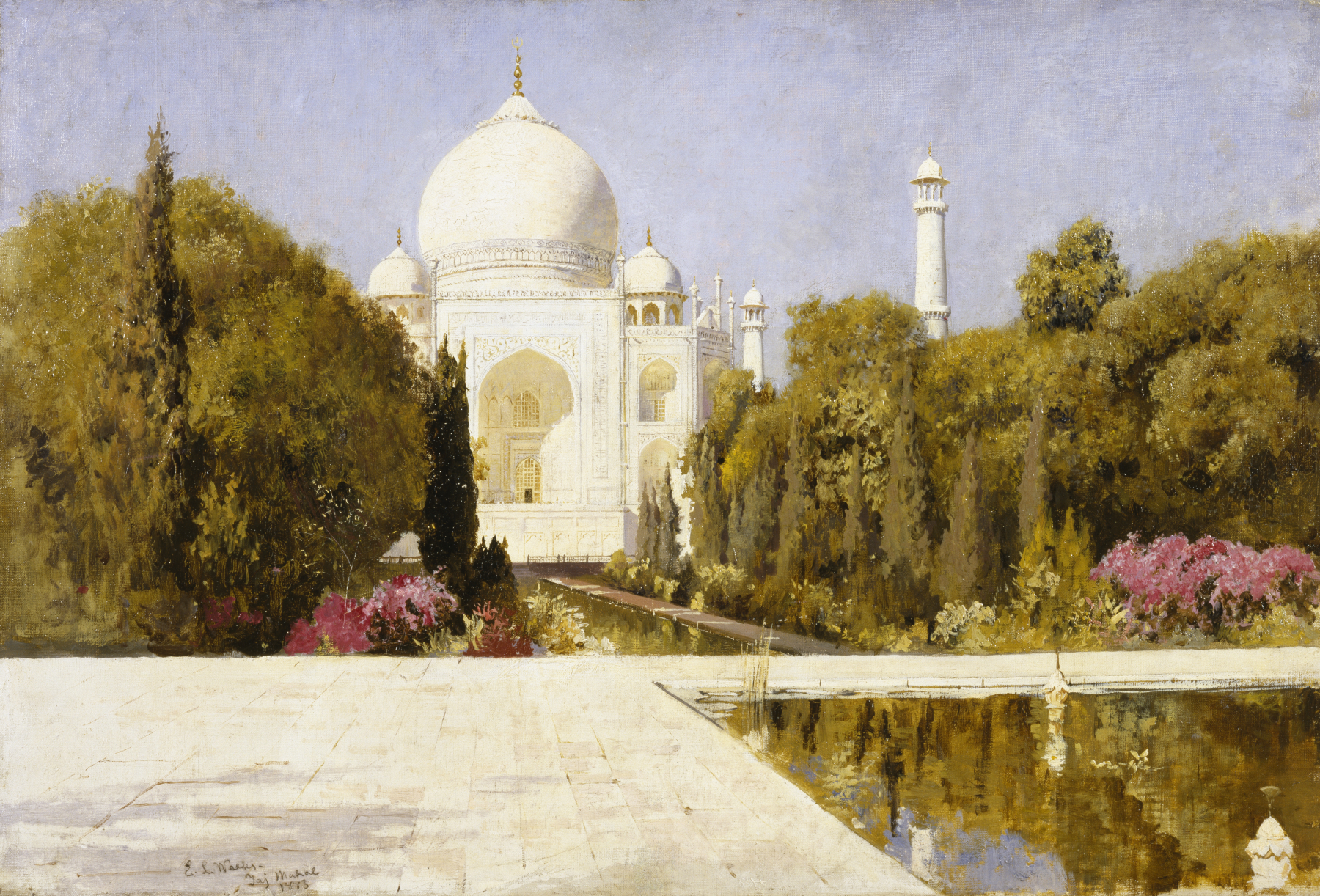
Тадж-Махал.
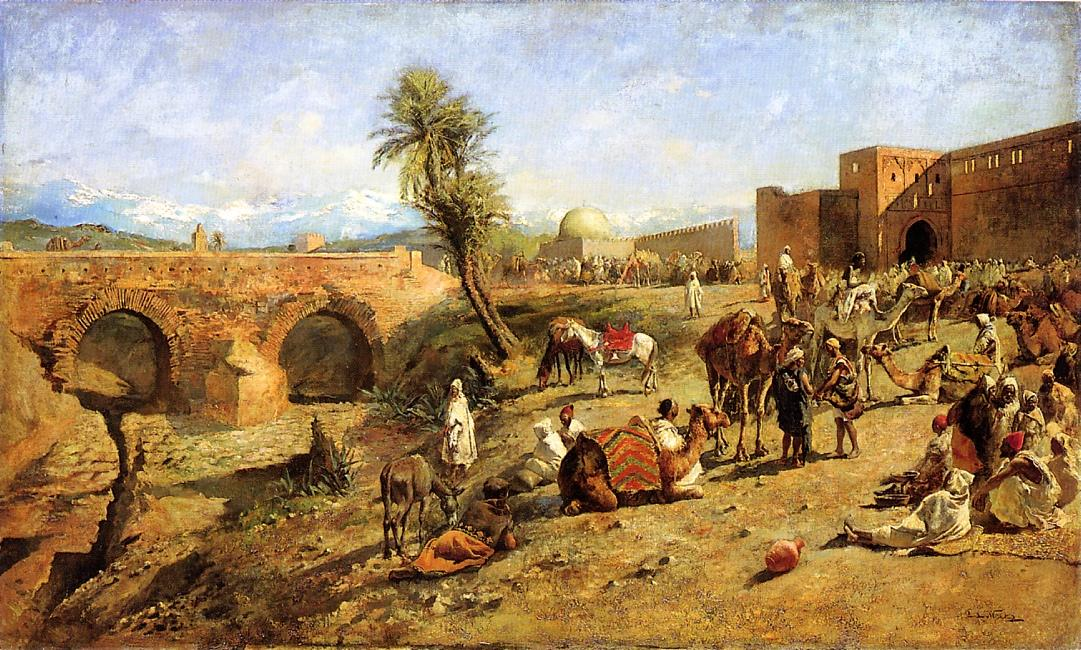
Караван у стены города, Марокко.
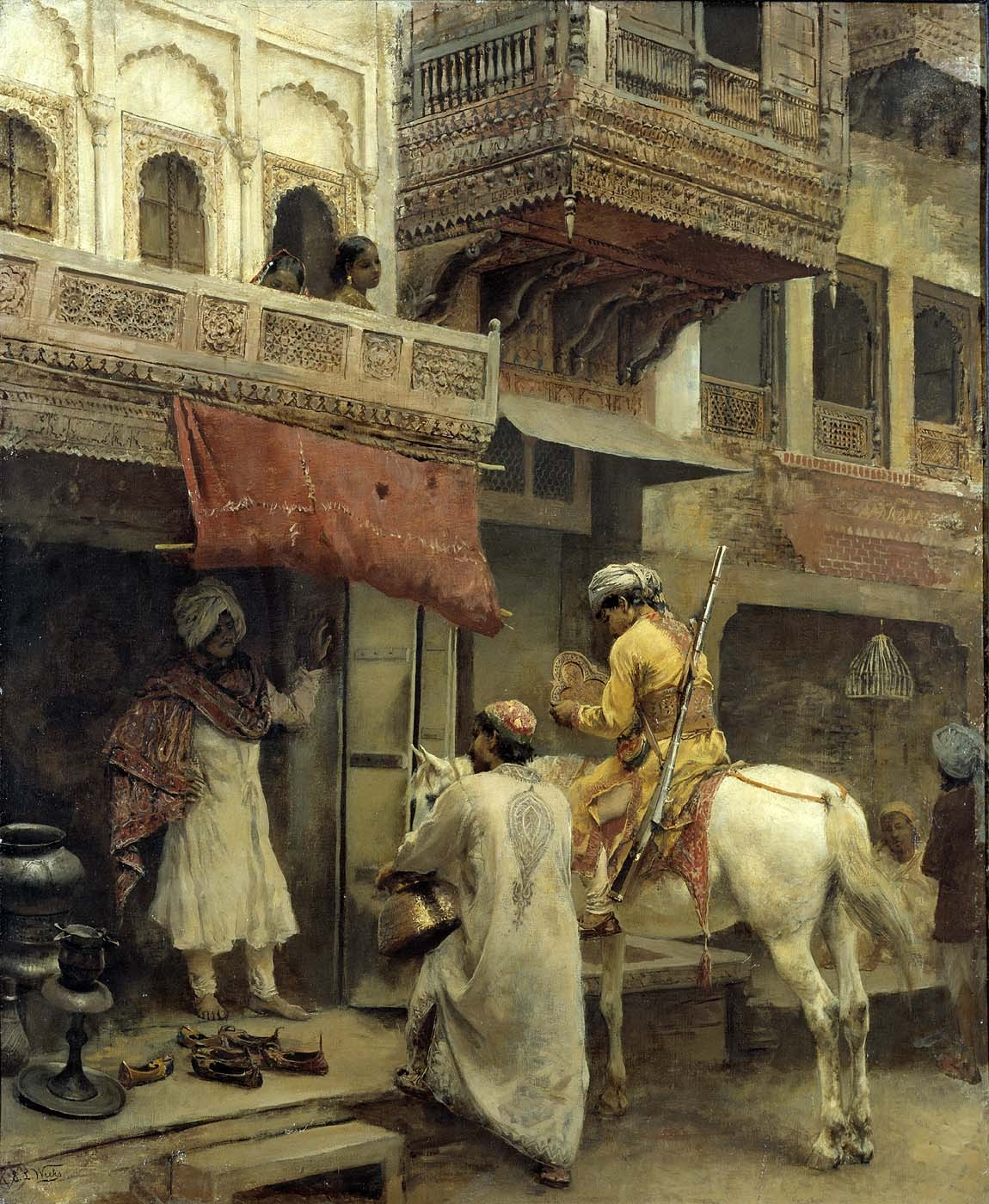
Индия. Уличная сцена.